# Castro de Amarante
Castro de Amarante (llamada oficialmente Santo Estevo do Castro de Amarante) es una parroquia y una aldea española del municipio de Antas de Ulla, en la provincia de Lugo, Galicia.

## Otro nombre
La parroquia también es conocida como Santo Estebo de Castro de Amarante.

## Organización territorial
La parroquia está formada por cuatro entidades de población, constando tres de ellas en el nomenclátor del Instituto Nacional de Estadística español:
- Amarante
- Chacín
- O Castro
- Rececendes

## Demografía

### Parroquia
| Gráfica de evolución demográfica de Castro de Amarante (parroquia) entre 2000 y 2019 |
|                                                                                      |
| Datos según el nomenclátor publicado por el INE.                                     |

### Aldea
| Gráfica de evolución demográfica de Amarante (aldea) entre 2000 y 2019 |
|                                                                        |
| Datos según el nomenclátor publicado por el INE.                       |